# Liste der Kulturdenkmale in Muldenhammer

Wappen von Muldenhammer

In der Liste der Kulturdenkmale in Muldenhammer sind die Kulturdenkmale der sächsischen Gemeinde Muldenhammer verzeichnet, die bis September 2024 vom Landesamt für Denkmalpflege Sachsen erfasst wurden (ohne archäologische Kulturdenkmale). Die Anmerkungen sind zu beachten.
Diese Aufzählung ist eine Teilmenge der Liste der Kulturdenkmale im Vogtlandkreis.

## Gottesberg
| Bild                                    | Bezeichnung | Lage                                                                 | Datierung                 | Beschreibung | ID       |
| --------------------------------------- | --- | -------------------------------------------------------------------- | ------------------------- | --- | -------- |
| Direkt Bild zu diesem Denkmal hochladen | Geyerin-Pinge, Dreikönigs-Pinge, Waidgruben-Pinge (Magazin I), Waschblei-Pinge, Topas-Pinge, Grummetstock-Fundgrube (Neuberger Revier) | (Gemarkung Tannenbergsthal; Flurstücke 624, 627, 629/4, 632) (Karte) | 1512–1541; 1644–1649      | Von regionalgeschichtlichem, technikgeschichtlichem und bauhistorischem Wert. Pingen sind niedergebrochene bergbauliche Stollen und Schächte. Sie sind im Gelände als tiefe Löcher und Erdtrichter sichtbar. Es besteht oft Einsturzgefahr. Die Geyerin-Pinge ist mit 15 Meter Durchmesser und 20 Meter Tiefe die größte im ehemaligen Gottesberger Revier. Die Zinnerzgruben waren die reichhaltigsten und bedeutendsten (Geyerin-Pinge, Dreikönigs-Pinge, Waidgruben-Pinge, Topas-Pinge, Waschblei-Pinge und das Himmelfahrt-Grummetstock-Feld am Neuberg). Eisenerze wurden in der „Husaren-Zeche“ und dem „Gesellschafter Zug“ am Neuberg gewonnen. Durch sogenanntes „Feuersetzen“ wurde das erzhaltige Gestein aufgebrochen. Dadurch entstanden mächtige „Weidungsbaue“, von denen aus die Stollen vorgetrieben wurden. Die besterhaltenen „Feuersetzorte“ sind die am „Magazin I“. Nach 1923: Neuverteilung des Bergrechts, „Gottesberg - Waidmannsheil-Vereinigt Feld“ und „Geyerin um Gottesberg“. Nach 1946: „Wolfram-Zinngrube Gottesberg“, Wolframerze vor allem im „Hahnewalder Gang“. Der Uranerzbergbau nach 1950 im sogenannten „Ostgrubenrevier“ (Waidgruben-Pinge) und im „Westgrubenrevier“ (Alte Grummetstock-Fundgrube). Die großen Abraumhalden nördlich der Geyerin-Pinge mit 15 Meter Höhe und an der Talstraße mit 10 Meter Höhe wurden nach 1960 teilweise als Übungshänge für den Wintersport umgestaltet. Das taube Gestein wurde auch als Straßenbaumaterial und zum Verfüllen niedergelegter Schwerspatgruben verwendet. | 09248170 |
| Direkt Bild zu diesem Denkmal hochladen | Behälter mit Abdeckung eines ehemaligen hydraulischen Widders                                                                          | Bergstraße 7 (neben) (Karte)                                         | Bezeichnet mit 1910       | Stromlose Wasserhebevorrichtung, auch Stoßheber genannt, eines der letzten technikgeschichtlichen Zeugnisse dieser Art in Sachsen. Vom hydraulischen Widder blieb Behälter mit gusseisernem Deckel erhalten mit Aufschrift: „Königin-Marienhütte AG 1910 Cainsdorf i.S.“. In Sachsen kaum noch funktionstüchtige Widder erhalten, 1924 stillgelegt. | 09234467 |
|                                         | Gedenkstein für fünf ermordete Sowjetbürger                                                                                            | Klingenthaler Straße 1 (bei) (Karte)                                 | Nach 1945                 | Begräbnisort (?), geschichtlicher Wert. Sowjetischer Gedenkstein, Straße nach Klingenthal an der F 283. An dieser Stelle wurden in den letzten Kriegstagen fünf Kriegsgefangene ermordet. Gedenkstein gemauert, Tafel mit ehrendem Text, darüber Sowjetstern. Material: Bruchstein. Höhe zirka 180 cm; Tafel Werkstein. Erste Tafel 1946 errichtet, zweite 1975. | 09234468 |
| Direkt Bild zu diesem Denkmal hochladen | Kriegerdenkmal für die Gefallenen des Ersten Weltkrieges und Einfriedung                                                               | Schulstraße 3 (gegenüber) (Karte)                                    | Nach 1918                 | Von ortsgeschichtlichem Wert. Großer, aufrecht stehender, aus der Bosse geschlagener Naturstein (Granit) mit eingelegter Gedenkplatte aus Bronzeguss, Einfriedung, Stahlzaun, schöne Altgehölze rahmen diese Gedenkstätte. | 09234466 |
| Direkt Bild zu diesem Denkmal hochladen | Wohnhaus eines Bauernhofes | Verbindungsstraße 7 (Karte)                                          | 2. Hälfte 18. Jahrhundert | Für das obere Vogtland typisches eingeschossiges verbrettertes Gebäude mit Blockstube, von baugeschichtlichem Wert. Holzblockbauweise, Satteldach, im Hausflur Theumaer Schieferplatten, im Erdgeschoss eine Rahmenfüllungstür Anfang 19. Jahrhundert, Außenwände aus starken Bohlen, diese Bohlen- bzw. Blockwände verkleidet mit Asbestschiefer oder Verbretterung, kleines hölzernes Wettervorhäuschen mit Verbretterung und Satteldach, im Dachgeschoss zwei Fachwerkbundwände, im Dachgeschoss alte Stiege mit Holzeinschubbrettern, Kehlbalkendach mit doppelt stehendem Stuhl und gezapften Holzverbindungen, Schindeldeckung, darüber Blechbahnen, hölzerne Dachrinne. Zustand nach Sanierung 13. Januar 2006: Blockwände im Erdgeschoss weitgehend erhalten, Theumaer Schieferplatten in Heizraum verlegt (nicht mehr vollständig erhalten), Treppe zwischen Erdgeschoss und Dachgeschoss weitgehend erhalten, Rahmenfüllungstür erhalten (unter der Treppe eingebaut), Dachgeschoss komplett erneuert, in Giebel große Lichtöffnungen eingebracht, äußere Erscheinungsbild mit Ausnahme der Giebel erhalten (Verbretterung), hölzerne Dachrinnen, Kubatur, Fenster- und Türöffnungen. | 09247782 |

## Hammerbrücke
| Bild                                    | Bezeichnung | Lage | Datierung                                                                   | Beschreibung | ID       |
| --------------------------------------- | --- | --- | --------------------------------------------------------------------------- | --- | -------- |
|                                         | Sachgesamtheitsbestandteil der Sachgesamtheit Bahnstrecke Chemnitz–Adorf, Abschnitt Schönheide–Muldenberg, Teilabschnitt Muldenhammer, Ortsteil Hammerbrücke                                                     | (Gemarkung Friedrichsgrün, Flurstücke 931b und 931/1; Gemarkung Hammerbrücke, Flurstücke 555/7, 555/15, 555/16) (Karte) | 1875                                                                        | Mit den Einzeldenkmalen Bahnwärterhaus mit Nebengebäude und Brunnen (Friedrichsgrüner Straße 80) am km 85,520; Empfangsgebäude mit Güterschuppen, Bahnhof Hammerbrücke (Am Bahnhof 1) am km 87,700 (siehe Einzeldenkmal 09302601), mit den Sachgesamtheitsteilen Gleisanlagen, Signal-, Sicherungs- und Fernmeldeanlagen, Bahnsteig- und Gleisfeldbeleuchtung, Streckenkilometrierung und folgenden Bestandteilen als weitere Sachgesamtheitsteile: Bahnübergang mit Warnanlage mit Beleuchtung (km 85,550), ungesicherter Wegübergang mit Andreaskreuzen, daneben Bahnmeisterwerkzeugkiste (km 86,810), gesicherter Bahnübergang mit Halbschrankenanlage und Beleuchtung (km 87,260), unbeschrankter Bahnübergang mit Warnblinkanlage und Beleuchtung (km 87,530),Stationsschild Bahnhof Hammerbrücke (km 87,550), Seitenladerampe mit Ladestraße (km 87,800), eiserne Wasserleitung parallel zur Strecke bis Bahnhof Muldenberg (siehe auch Sachgesamtheit 09247513, Höhenluftkurort Grünbach, Ortsteil Muldenberg); Teilstück der Eisenbahnstrecke Chemnitz-Aue-Adorf zwischen Bahnhof Schönheide Ost (km 71,275) und Bahnhof Muldenberg (km 89,400), technikgeschichtlicher und regionalhistorisch bedeutsamer Teilabschnitt mit ortsgeschichtlichem Wert. | 09247515 |
| Weitere Bilder                          | Floßgrabensystem Göltzsch-Elster-Flöße (Sachgesamtheit); Der Obere und Untere Floßgraben | (Flurstücke 550, 550c, 550/2, 550/3, 550/1, 553/1, 553b, 553c, 545a, 556/1, 556/2, 556/3, 556b) (Karte)                 | 1584 (Inbetriebnahme Oberer Floßgraben); 1597–1599 (Bau Unterer Floßgraben) | Der „Obere und Untere Floßgraben“ sind die Fortführung aus dem Flurbereich Grünbach, Ortsteil Muldenberg sowie des „Saubachrisses“ und des „Kielfloßgrabens“ aus dem Flurbereich Klingenthal, Ortsteil Mühlleithen, zum Flößen von Scheitholz für die einheimische Industrie (Brennholz), teilweise sehr gut erhaltenes Floßgrabensystem, von technikgeschichtlichem und regionalhistorischem Wert. | 09234027 |
| Weitere Bilder                          | Empfangsgebäude mit Güterschuppen, Bahnhof Hammerbrücke am km 87,700 (Einzeldenkmal zu ID-Nr. 09247515) | Am Bahnhof 1 (Karte) | 1875                                                                        | Einzeldenkmal der Sachgesamtheit Bahnstrecke Chemnitz–Adorf, Abschnitt Schönheide–Muldenberg, Teilabschnitt Muldenhammer, Ortsteil Hammerbrücke; ortsgeschichtlicher Wert | 09247515 |
|                                         | Ehemalige Villa, heute Gemeindeamt | Falkensteiner Straße 2 (Karte)                                                                                          | 1907                                                                        | Massiver Putzbau in malerischer Gruppierung, mit Dachreiter, Jugendstilornamentik, von baugeschichtlichem Wert. Zweigeschossig, mit zeittypischer Fassadenornamentik aus Stuck-Putz, im Sockel Rustikagliederung aus Waschbeton, Fachwerkelemente, Walmdach mit Schieferschablonendeckung, Türmchen mit geschweifter Haube und Kupfertafeldeckung als Dachreiter. | 09234012 |
| Direkt Bild zu diesem Denkmal hochladen | Wohnhaus | Falkensteiner Straße 18 (Karte)                                                                                         | 1905                                                                        | Historisierender Klinkerbau mit Schwebegiebeln, von baugeschichtlichem Wert. Zweigeschossig mit Fenstergewänden aus Feinbeton und mit Wappenzier, Werksteinsockel aus Granitgestein, Kaffgesimse, Satteldach mit Schwebegiebeln, zweiflügelige kassettierte Hauseingangstür mit oberen Glaseinschnitten, dreiteiliges Oberlichtfenster. | 09234013 |
| Direkt Bild zu diesem Denkmal hochladen | Wohnhaus (Umgebinde) eines Bauernhofes | Friedrichsgrüner Straße 2 (Karte)                                                                                       | 19. Jahrhundert                                                             | Alte Ortslage Friedrichsgrün, vogtlandtypisches Gebäude mit Umgebinde und Blockstube, von baugeschichtlichem Wert. Eingeschossig, verschalt, teilweise massiv, steiles Satteldach mit kleiner Schieferschablone, Fenster original. | 09234015 |
| Direkt Bild zu diesem Denkmal hochladen | Wohnhaus | Friedrichsgrüner Straße 66 (Karte)                                                                                      | 19. Jahrhundert                                                             | Alte Ortslage Friedrichsgrün, eingeschossiges verbrettertes Gebäude, von baugeschichtlichem Wert. Fachwerkgebäude, verschalt, steiles Satteldach mit Zinkblechtafeln wohl auf Schalung als Dachdeckung, im Mittelflur (innen) die Lehmausfachung mit Kratzmustern. | 09234017 |
| Direkt Bild zu diesem Denkmal hochladen | Wohnhaus | Friedrichsgrüner Straße 67 (Karte)                                                                                      | Um 1900                                                                     | Alte Ortslage Friedrichsgrün, Klinkerbau mit Schwebegiebeln und ungewöhnlich gestalteten Drillingsfenstern, von bauhistorischem Wert. Eingeschossig, traufständig mit Mittelrisalit und Zwerchhaus, roter Klinker mit weiß glasierten Ziegeln abgesetzt, Betongesims und Fensterverzierungen aus Beton, Werksteinsockel, großer Schwebegiebel an der Südseite. | 09234018 |
| Direkt Bild zu diesem Denkmal hochladen | Wohnhaus in offener Bebauung | Friedrichsgrüner Straße 72 (Karte)                                                                                      | Um 1900                                                                     | Mehrfarbiger Klinkerfassade mit Schwebegiebeln, von bauhistorischem Wert. Ehemals mit Laden, Klinkerfassade mit grünen und weiß glasierten Ziegeln abgesetzt, Laden aus Entstehungszeit, ornamentaler Schmuck, originale Haustür, Schieferschablonendeckung. | 09234019 |
| Direkt Bild zu diesem Denkmal hochladen | Bahnwärterhaus mit Nebengebäude und Brunnen (Friedrichsgrüner Straße 80) km 85,520, Empfangsgebäude mit Güterschuppen Bahnhof Hammerbrücke (Am Bahnhof 1) km 87,700 (Einzeldenkmale der Sachgesamtheit 09247515) | Friedrichsgrüner Straße 80 (Karte)                                                                                      | 1875                                                                        | Einzeldenkmale der Sachgesamtheit Eisenbahnstrecke Chemnitz–Adorf, Abschnitt Schönheide–Muldenberg (Sachgesamtheit), Teilabschnitt Muldenhammer, Ortsteil Hammerbrücke; ortsgeschichtlicher Wert | 09302601 |
|                                         | Gasthof mit angebautem Saal (ehemalige Turnhalle) | Neue Straße 11 (Karte)                                                                                                  | 1921                                                                        | Einfacher Putzbau, ortsgeschichtlich von Bedeutung, von baugeschichtlichem Wert auf Grund der Dachkonstruktion des Saales. Holzklebebinderkonstruktion des Dachwerkes, war als Vereinsturnhalle gebaut, Gasthof nachträglich angebaut, somit wurde Turnhalle zu Saal des Gasthofes umfunktioniert. | 09234021 |
| Direkt Bild zu diesem Denkmal hochladen | Denkmal für die Gefallenen des Deutsch-Französischen Krieges 1870/1871 und Gedenktafel für die Gefallenen des Ersten Weltkrieges                                                                                 | Tannenbergsthaler Straße 6c (Karte)                                                                                     | Nach 1871; nach 1918                                                        | Von ortsgeschichtlichem Wert. Ein zirka zwei Meter hoher Gedenkstein mit Postament und breitem obeliskartigem Aufbau in Sandstein, die Namen und Daten der Gefallenen des Deutsch/Französischen Krieges sind verwittert, die Zierformen neugotisch, die Gedenkplatte für die Gefallenen des Ersten Weltkrieges aus Syenitgestein seitlich am Postament erst nach 1918 angebracht. | 09248151 |
| Direkt Bild zu diesem Denkmal hochladen | Wohnhaus | Tannenbergsthaler Straße 33 (Karte)                                                                                     | Um 1900                                                                     | Historisierender roter Klinkerbau, von baugeschichtlichem Wert. Zweigeschossig, Krüppelwalmdach mit Schwebegiebeln, Werksteinsockel aus Granitgestein, Fenstergewände und Verdachungen aus Feinbeton, profiliert, darüber Zierbogen aus Klinkern, das Zierfeld in Form eines Fächers in Stuck-Putz, Hauseingangstür aus der Erbauungszeit. | 09234023 |
| Direkt Bild zu diesem Denkmal hochladen | Wohnhaus eines Bauernhofes | Tannenbergsthaler Straße 35 (bei) (Karte)                                                                               | Um 1800                                                                     | Eingeschossiges verbrettertes Gebäude, in vogtlandtypischer Bauweise, vermutlich mit Blockstube, baugeschichtlich von Bedeutung | 09305197 |
|                                         | Emmauskirche | Tannenbergsthaler Straße 46 (Karte)                                                                                     | 1889                                                                        | Kleine Saalkirche mit polygonalem Chorschluss und quadratischem Westturm, schlichter Bau im Stil der Neogotik, von städtebaulichem und ortsgeschichtlichem Wert. Ein schlichter Baukörper, Putzbau mit Satteldach, der Turm mit spitzem Helm, im Bogenfeld des Eingangsportales Psalmtext 26.8: „HERR, ICH HABE LIEB DIE STÄTTE DEINES HAUSES UND DEN ORT DA DEINE EHRE MAHNET“. Im Inneren Kassettendecke aus Holz, eine Empore, kleine Orgel, vier rundbogige Farbglasfenster im Chor. | 09234022 |
|                                         | Denkmal für die Gefallenen des Ersten Weltkrieges | Tannenbergsthaler Straße 46 (neben) (Karte)                                                                             | Nach 1918                                                                   | Ortshistorische Bedeutung. Dreiteilig aus Sandsteinpostamenten, die seitlichen Werksteinplatten leicht konkav geschwungen mit Inschriftentafeln und schmückenden Lorbeergirlanden, Abdeckplatten, auf mittigem Postament mit Inschrift „DEN IM WELTKRIEGE 1914–1918 GEFALLENEN SÖHNEN DER GEMEINDEN HAMMERBRÜCKE-FRIEDRICHSGRÜN.“, ein Säulenstumpf (Bündelpfeiler) mit Eichenlaukränzen als Basis und Krone, die Säule mit Seilen umwunden. | 09234026 |
| Direkt Bild zu diesem Denkmal hochladen | Pfarrhaus | Tannenbergsthaler Straße 48 (Karte)                                                                                     | Um 1890                                                                     | Historisierend mit Holzveranda, von ortsgeschichtlichem Wert. Zweigeschossiger schlichter Putzbau mit ausgebautem Walmdach, Mittelrisalit mit Zwerchgiebel mit flankierenden Zierfialen, umlaufendes profiliertes Gesims, Zierfries unter Dachgesims, im ersten Obergeschoss geschlossene Veranda aus Holz, das massive Vorhaus am Hauseingang jünger. | 09234024 |
| Direkt Bild zu diesem Denkmal hochladen | Wohnstallhaus (Umgebinde) eines Bauernhofes | Tannenbergsthaler Straße 61 (Karte)                                                                                     | Um 1800                                                                     | Alte Ortslage Friedrichsgrün, vogtlandtypisches eingeschossiges Gebäude mit Umgebindekonstruktion auf einer Seite, von baugeschichtlichem und ortsbildprägendem Wert. Doppelblockstubenhaus, traufständig, vollverschalt, teilweise jüngeres Ziegelmauerwerk, ursprünglich mittiger Hauseingang, verlegt, heute Hakenhof mit Nebenanlagen (Ställe), massiv in Ziegelmauerwerk, Satteldach mit Zinkblechdeckung, wohl auf Schindeln. | 09234025 |
| Direkt Bild zu diesem Denkmal hochladen | Wohnstallhaus (mit Oberlaube), Scheune und Feldscheune eines Bauernhofes | Tannenbergsthaler Straße 80 (Karte)                                                                                     | Ende 18. Jahrhundert                                                        | Alte Ortslage Friedrichsgrün, Wohnstallhaus mit verkleidetem Fachwerk-Obergeschoss und Oberlaube zum Hof, die Scheunen verbrettert, wohl eines der ältesten Bauernhäuser in Hammerbrücke, von ortsgeschichtlichem und baugeschichtlichem Wert. Zweigeschossig, wohl eines der ältesten Bauernhäuser in Hammerbrücke, mehrfach erweitert, zwei Bruchsteintonnen, massives Erdgeschoss aus Bruchsteinen, verputzt, Wand zirka 70 cm stark, Fenster- und Türgewände aus Granitwerksteinen, Obergeschoss in Fachwerkkonstruktion, straßen- und giebelseitig mit Spitzwinkelschablonen aus Asbest verkleidet, hofseitig mit Oberlaube, diese verkleidet mit Bogenschnittschablonen, das große Krüppelwalmdach (liegender Dachstuhl mit Windrispen im Sparrenbereich) mit Bogenschnittschablonen gedeckt, die Fenster teilweise (auf der Nord-Ost-Giebelseite) als vierflügelige Kreuzstockfenster original erhalten, die Fensterscheiben dort aus handgefertigtem Schlierenglas. Der jüngere angebaute Stall in Ziegelmauerwerk wohl zwischen 1840 und 1880 entstanden, dort böhmisches Kappengewölbe. Die Hof- und Feldscheunen verschalt mit Zahnschnittschmuck und Deckleisten wohl aus der Erbauungszeit.                                                       | 09248150 |

## Jägersgrün
| Bild | Bezeichnung                    | Lage                            | Datierung           | Beschreibung | ID       |
| ---- | ------------------------------ | ------------------------------- | ------------------- | --- | -------- |
|      | Ehemalige Schule (Rote Schule) | Klingenthaler Straße 50 (Karte) | Bezeichnet mit 1905 | Mehrfarbiger Klinkerbau in repräsentativer Gestaltung, von ortsgeschichtlichem und baukünstlerischem Wert. Roter Klinker mit dunkelrot glasierten Ziegeln abgesetzt, architektonisch gut gestaltetes Gebäude, Werksteinsockel, datiert an Fassade, eingeweiht am 29. September 1905. | 09234471 |

## Morgenröthe-Rautenkranz
| Bild                                    | Bezeichnung | Lage                                  | Datierung | Beschreibung | ID       |
| --------------------------------------- | --- | ------------------------------------- | --- | --- | -------- |
|                                         | Sachgesamtheitsbestandteil der Sachgesamtheit Bahnstrecke Chemnitz–Adorf, Abschnitt Schönheide–Muldenberg, Teilabschnitt Muldenhammer, Ortsteil Morgenröthe-Rautenkranz                      | (Flurstücke 338/17, 736) (Karte)      | 1875 | Mit dem Einzeldenkmal Bahnwärterhaus mit Schuppen (Morgenröther Straße 2) am km 80,170 (siehe Einzeldenkmal 09302600), sowie mit den Sachgesamtheitsteilen Unterführung eines Wirtschaftsweges (km 79,350), Überführung über Bach oder Mühlgraben (km 79,300), zwei Stationsschilder Bahnhof „Rautenkranz“ (km 79,450 und km 79,845), Seitenladerampe (km 79,550), beschrankter Überweg (Holzschranke) eines Wirtschaftsweges (km 79,850), Überführung über einen Mühlgrabens (km 79,92) bzw. Mühlgrabendurchlass (km 80,120), beschrankter Bahnübergang (km 80,170), Überführung über einen Graben km (80,210), Brücke über die Große Pyra (km 80,290), verrohrter Durchlass (km 81,150), Wegübergang mit Andreaskreuzen (km 81,250), siehe auch Sachgesamtheit 09247513, Höhenluftkurort Grünbach, Ortsteil Muldenberg); Teilstück der Eisenbahnstrecke Chemnitz–Adorf zwischen Bahnhof Schönheide Ost (km 71,275) und Bahnhof Muldenberg (km 89,400), technikgeschichtlich und regionalhistorisch bedeutsam. | 09247512 |
| Weitere Bilder                          | Kirche Rautenkranz (mit Ausstattung) | Am Kirchberg 4 (Karte)                | 1838–1842 | Alte Ortslage Rautenkranz, einfache Saalkirche im Rundbogenstil des 19. Jahrhunderts, künstlerisch bedeutsamer Innenraum, städtebaulich dominant, ortsgeschichtlich relevant. Putzbau mit geradem Abschluss, Rundbogenfenster, eingebundener Westturm mit oktogonalem Glockengeschoss, geschweifte Haube mit Kupfertafeln belegt, das Dach schiefergedeckt, der Innenraum im Stil des Klassizismus gestaltet (Unikat im Vogtland), der saalhohe Kanzelaltar mit flankierenden Doppelsäulen und korinthischen Kapitellen, typisches „antikes Gebälk“ mit Inschrift „EHRE SEI GOTT IN DER HÖHE,“ die Verdachung abgetreppt, zwei Längsemporen, die gebauchte Orgelempore und das Tonnendach werden von schlanken Säulen mit korinthischen Kapitellen getragen, die Orgel gut proportioniert, „stilecht“ durch Wilhelm Schmeißer (Rochlitz) 1873 neu eingefügt, die „Taufe“ aus Eisenkunstguss, ein Kruzifix, ein Ölgemälde (Martin Luther vor dem Reichstag zu Worms). | 09234360 |
| Direkt Bild zu diesem Denkmal hochladen | Kriegerdenkmal für die Gefallenen des Ersten Weltkrieges sowie Grabstätten Familien Lattermann, E. v. d. Planitz, Kretzschmar, Keffel und Rolle auf dem Friedhof                             | Am Kirchberg 7 (Karte)                | Nach 1833 (Grabstätte E. v. d. Planitz); nach 1839 (Grabstätte Lattermann); nach 1899 (Grabstätte Keffel); nach 1925 (Grabstätte Kretzschmar); nach 1927 (Grabstätte Rolle) | Alte Ortslage Rautenkranz, personengeschichtlich und ortsgeschichtlich sowie künstlerisch bedeutsam. Kriegerdenkmal: Granitunterbau mit vorgelagerten Granitblockstufen, darüber konisch zulaufendes Postament aus Feinbeton mit Inschrift: „Die dankbaren Rautenkranzer“. | 09234361 |
| Direkt Bild zu diesem Denkmal hochladen | Wohnhaus, ehemalige Brauerei und später Schule | Carlsfelder Straße 2 (Karte)          | 19. Jahrhundert | Alte Ortslage Rautenkranz, schlichter Putzbau mit Spitzbogenfenstern, ortsgeschichtlicher Wert. Eventuell ehemalige Kirche, Schule um 1890 und auch Brauerei, heute Wohnhaus, erste überlieferte Nutzung als Brauerei, Schlackesteine, während Erstem Weltkrieg Armenhaus, kein Keller, gezogene Esse. | 09234362 |
| Direkt Bild zu diesem Denkmal hochladen | Pechpfanne | Carlsfelder Straße 18 (neben) (Karte) | 19. Jahrhundert | Alte Ortslage Rautenkranz, so genannter Griebenherd zur Gewinnung von Pech, heimatgeschichtliche Bedeutung. 1 × 1 × 0,5 m Granitblock, von technikgeschichtlichem Wert. Granitblock mit kugelsegmentartigen Vertiefungen und Abflussloch für geschmolzenes Harz (Pech) fand für Küfer, Bootsbauer, Baugewerbe, Schuhmacher, Apotheker Verwendung. | 09234363 |
| Direkt Bild zu diesem Denkmal hochladen | Bahnwärterhaus mit Schuppen (Einzeldenkmal zu ID-Nr. 09247512) | Morgenröther Straße 2 (Karte)         | 1875 | Einzeldenkmal der Sachgesamtheit Eisenbahnstrecke Chemnitz–Aue–Adorf, Abschnitt Schönheide–Muldenberg; ortsgeschichtlicher Wert | 09302600 |
| Direkt Bild zu diesem Denkmal hochladen | Villa Lattermann | Pyratalstraße 33 (Karte)              | Um 1890 | Alte Ortslage Morgenröthe, verbretterter historisierender Fachwerkbau mit Eckturm, Villa der Familie Lattermann (Hammerherren und Gießerei-Fabrikanten), von personengeschichtlichem und baugeschichtlichem Wert. Zweigeschossiger, holzverkleideter Montagebau (Stülpschalung auf Nut und Feder), Scheinfachwerk an den Ecktürmchen, Klinkersockel, Walm- und Satteldachformen ineinanderlaufend, Schwebegiebel, Schieferschablonendachdeckung, mehrere Veranden, die Fenster aus der Erbauungszeit erhalten. | 09234364 |
| Weitere Bilder                          | Ehemaliges Hammerherrenhaus Lattermann | Pyratalstraße 35 (Karte)              | Im Kern bezeichnet mit 1692; Mitte 19. Jahrhundert | Alte Ortslage Morgenröthe, ehemals Teil des Eisenhüttenwerkes der Firma Lattermann, stattlicher Putzbau mit klassizistisch wirkender Fassade, im Zwerchhaus ein gotisierendes Spitzbogenfenster, von ortsgeschichtlichem, regionalhistorischem und baugeschichtlichem Wert. Tafel über ursprünglichem Eingangsportal bezeichnet mit 1692, zweigeschossig, neun Fensterachsen mit Betonung der Symmetrie durch Mittelrisalit mittels aufgeputzter Lisenengliederung und großem Zwerchgiebelhaus, Glattputzfassaden mit profilierten Scheingewänden aus Putzstuck an den Fenstern in der Formensprache des Spätklassizismus (um 1850), das Krüppelwalmdach ausgebaut, starke Bauüberformungen, Fragmente ursprünglicher Gewölbe im Flur des Erdgeschosses und wohl ursprüngliche Kellergewölbe erhalten, die Hofeinfahrt ein Rundbogenportal. | 09234365 |
| Weitere Bilder                          | Ehemalige Eisen- und Glockengießerei (FLM-Eisenhütte, Glockengießerei Morgenröthe) mit Hochofen, heute Freilichtmuseum, weiterhin Pechpfanne und eine Glocke auf dem heutigen Museumsgelände | Pyratalstraße 37 (hinter) (Karte)     | 1820 (Hochofen); 1931 (Glocke) | Alte Ortslage Morgenröthe, ehemalige Firma Lattermann, von technikgeschichtlichem und regionalhistorischem Wert. Auf dem Gelände der ehemaligen Eisenhütte und Glockengießerei (Firma Lattermann), heute Freilichtmuseum (FLM) mit Hochofen, Pechpfanne („Griebenherd“), Glocke mit neuem Stuhl (kein Denkmal), Museumsremise (kein Denkmal). Auf dem Gelände um 1650 ein Eisenhammerwerk, um 1800 Gründung der Firma Lattermann mit Bau eines Hochofens, 1820 Errichtung größerer Hochofen, bedeutende Eisengießerei mit Maschinenbau in Sachsen mit herausragenden Produkten (zum Beispiel das Schwarzenberg-Gebläse, 1830/31), die Glockengießerei seit 1864 mit bedeutenden „Klanghalbstahl“-Erzeugnissen in Kooperation mit Firma Schilling, Apolda/Thüringen. Auch Herstellung von Guss- und Eisenbeschlägen, eisernen Öfen usw., nach Enteignung 1946 bis 1969 Herstellung von Gusserzeugnissen und Glocken, danach Verwahrlosung und Verfall, nach 1990 schrittweise Sicherung und Instandsetzung des Hochofenstumpfes, 1996 Gründung des FLM mit neuer Museumsremise (kein Denkmal) und einer Glocke aus dem Jahr 1939, die Pechpfanne am Hochofen aus dem Park in Rautenkranz, der ursprüngliche Hochofenstumpf ist begehbar mit Aussichtsplattform auf dem ehemaligen Gichtbereich. | 09234366 |
| Direkt Bild zu diesem Denkmal hochladen | Ehemaliges Forsthaus, heute Wohnhaus | Pyratalstraße 45 (Karte)              | Bezeichnet mit 1910 | Alte Ortslage Morgenröthe, eingeschossiges, teilweise verbrettertes Gebäude mit Drempel, Beispiel des durch den Heimatstil beeinflussten Bauens, von ortsgeschichtlichem und baugeschichtlichem Wert. Teilweise Ziegelmauerwerk verputzt, teilweise Holzbohlen- oder Blockbauweise, Drempel vermutlich Fachwerk verbrettert, Haustür in Mitte Traufseite, Portalgewände mit bezeichnetem Schlussstein, Krüppelwalmdach mit Dachhecht, Hauseingang rundbogig abschließend. | 09233589 |
| Direkt Bild zu diesem Denkmal hochladen | Doppelwohnhaus (Umgebinde) | Sachsengrund 1, 2 (Karte)             | Um 1909 | Alte Ortslage Sachsengrund, seltenes Gebäude mit Umgebindekonstruktion an Küche, im Heimatstil, von baugeschichtlichem Wert. Verbrettert, ursprünglich Schuppen, Stall und Heuboden, heute nur zweigeschossiges Wohnhaus, Fensterläden, gezapfte Kopfbänder. | 09234371 |
| Direkt Bild zu diesem Denkmal hochladen | Doppelwohnhaus (Umgebinde) | Sachsengrund 3, 4 (Karte)             | Um 1909 | Alte Ortslage Sachsengrund, seltenes Gebäude mit Umgebindekonstruktion, im Heimatstil, von baugeschichtlichem Wert | 09234372 |
| Direkt Bild zu diesem Denkmal hochladen | Ehemaliges Zollbeamtenwohnhaus (Doppelhaus) | Sachsengrund 10, 11 (Karte)           | 1937 | Alte Ortslage Sachsengrund, kleiner traufständiger Typ (B), von regionalhistorischem und landesgeschichtlichem Wert. Eingeschossiges massives Gebäude (Doppelwohnhaus) mit teilausgebautem Dachgeschoss, Giebeldreiecke in Fachwerkkonstruktion, mit Ziegelmauerwerk ausgefacht, Naturwerksteinsockel, voll verschalte Fassaden und Giebel, Naturschieferdeckung in altdeutscher Verlegeart, steile Schleppgaupen, an den Giebelseiten von außen schuppenartige massive Anbauten, vollverschalt, Schieferdeckung. | 09234367 |
| Direkt Bild zu diesem Denkmal hochladen | Ehemaliges Zollbeamtenwohnhaus (Doppelhaus) | Sachsengrund 12, 13 (Karte)           | 1937 | Alte Ortslage Sachsengrund, kleiner traufständiger Typ (B), von regionalhistorischem und landesgeschichtlichem Wert, siehe Sachsengrund 10, 11 | 09234368 |
| Direkt Bild zu diesem Denkmal hochladen | Ehemaliges Zollbeamtenwohnhaus (Doppelhaus) | Sachsengrund 16, 17 (Karte)           | 1937 | Alte Ortslage Sachsengrund, kleiner traufständiger Typ (B), von regionalhistorischem und landesgeschichtlichem Wert, siehe Sachsengrund 10, 11 | 09234369 |
| Direkt Bild zu diesem Denkmal hochladen | Ehemaliges Zollbeamtenwohnhaus (Doppelhaus) | Sachsengrund 18, 19 (Karte)           | 1937 | Alte Ortslage Sachsengrund, kleiner traufständiger Typ (B), von regionalhistorischem und landesgeschichtlichem Wert, siehe Sachsengrund 10, 11 | 09234370 |

## Schneckenstein
| Bild                                    | Bezeichnung                                                     | Lage                          | Datierung                | Beschreibung | ID       |
| --------------------------------------- | --------------------------------------------------------------- | ----------------------------- | ------------------------ | --- | -------- |
| Weitere Bilder                          | Schaubergwerk Schneckenstein, Grube Tannenberg (Sachgesamtheit) | Zum Schneckenstein 42 (Karte) | 1936–1964, im Kern älter | Bergwerk mit Stollenanlage „Grube Tannenberg“, mit Zechenhaus, Mundloch sowie Lichtlöchern und Pingen oberhalb der Stollen (alles Sachgesamtheitsteile); technikgeschichtlich und regionalhistorisch bedeutsam | 09234517 |
| Direkt Bild zu diesem Denkmal hochladen | Teile einer Dampfmaschine                                       | Zum Schneckenstein 44 (Karte) | 1912                     | Ehemalige Einzylinder-Gegendruckdampfmaschine aus dem aufgelassenen Klingenthaler Sägewerk, Umlagerung der Teile in das Vogtländische Mineralienzentrum in Tannenbergsthal, von technikgeschichtlichen Wert. Die Dampfmaschine ist ein Fabrikat der Zwickauer Maschinenfabrik AG (Fabrikations-Nummer: 1236). Sie ist 1994 aus dem Sägewerk demontiert und nach Tannenbergsthal gebracht worden. | 09236985 |

## Tannenbergsthal
| Bild                                    | Bezeichnung | Lage | Datierung                                                     | Beschreibung | ID       |
| --------------------------------------- | --- | --- | ------------------------------------------------------------- | --- | -------- |
| Weitere Bilder                          | Sachgesamtheitsbestandteil der Sachgesamtheit Bahnstrecke Chemnitz–Adorf, Abschnitt Schönheide–Muldenberg, Teilabschnitt Muldenhammer, Ortsteil Tannenbergsthal | Am Hochmoor 10, Klingenthaler Straße 60c sowie Flurstücke 464/5, 464/7, 464/8, 465/7, 465/8, 465/10 (Karte) | 1875                                                          | Mit den Sachgesamtheitsteilen: Gleisanlagen, Signal-, Sicherungs- und Fernmeldeanlagen, Bahnsteig- und Gleisfeldbeleuchtung und Streckenkilometrierung sowie mit folgenden Bestandteilen als weitere Sachgesamtheitsteile: Brücke über den Wiesenbach (km 81,260), Durchlass für einen Bahngraben (km 81,500), Abschnittsstein von Streckenmeisterbereichen (km 81,500), Beamtenwohnhaus der Bahnmeisterei, Klingenthaler Straße 60c (km 81,860), Kopf- und Seitenrampe (km 81,900), Seitenladerampe (km 82,0 – km 82,1), Wasserstation (km 82,135), ehemals viergleisiger beschrankter Bahnübergang mit technischer Ausstattung (km 82,220), Durchlass für die Kleine Pyra (km 82,225), Stationsschild Bahnhof Tannenbergsthal (km 82,290), beschrankter Bahnübergang über die Auerbacher Straße mit technischer Ausstattung (km 82,460), Durchlass (km 82,570), Kilometerstein 83 (km 83), Bahnwärterhaus (Am Hochmoor 10) mit Nebengebäude und beschrankter Bahnübergang eines Wirtschaftsweges (km 83,730), siehe auch Sachgesamtheit 09247513, Höhenluftkurort Grünbach, Ortsteil Muldenberg; Teilstück der Eisenbahnstrecke Chemnitz–Aue–Adorf zwischen Bahnhof Schönheide Ost (km 71,275) und Bahnhof Muldenberg (km 89,400), technikgeschichtlich und regionalhistorisch bedeutsam. | 09246544 |
| Weitere Bilder                          | Martin-Luther-Kirche (mit Ausstattung) | Kirchstraße 2 (Karte)                                                                                       | 1909–1910                                                     | Saalkirche mit Südturm, im Reform- und Heimatstil, Architekt Arno Eugen Fritsche, Elberfeld, ortsgeschichtlich, städtebaulich und künstlerisch bedeutsam. Gut erhaltener wohl proportionierter Kirchenbau in der Formensprache der Neuromanik, bemerkenswertes Inneres mit Altar, Gestühl und Orgel. Der 45 m hohe Turm mit geschweiftem Helm und hoher pyramidaler Spitze, ortsbildprägend. Qualitätvolle, werkgerechte Verarbeitung einheimischer Baumaterialien (Werkstein aus Granitgestein, Rauhputzstrukturen, Schnitzverzierungen, Schieferverkleidungen und -dachdeckungen), original erhaltene Ausstattung und Ausmalung (Ornamente und Mosaiken) in der Formensprache des Jugendstiles, qualitätvolle Bleiglasfenster, Altartisch aus Sandstein (Aufsatz mit vier Mosaikreliefs), das Kreuz aus weißem Marmor, Kanzel und Taufstein (Nische) aus Sandstein, die Orgel mit rundem Fensterbild (den Harfe spielenden David darstellend) ein Werk der Firma Eule (Bautzen) aus dem Jahr 1910. Verschiedene qualitätsvolle Ölgemälde, unter anderem Bergpredigt, Hl. Abendmahl, Porträt Martin Luther. | 09234455 |
|                                         | Pfarrhaus (baulich mit der Kirche verbunden) | Kirchstraße 2 (Karte)                                                                                       | 1908–1910                                                     | Massiver Werksteinsockel, Putzfassade, Giebel verschiefert, bildet mit der Kirche ein Ensemble, Reformstil-Architektur, städtebaulich und baugeschichtlich bedeutsam. An der Kirche direkt angebaut, die Baumaterialien wie bei der Kirche qualitätvoll verarbeitet, teilweise original erhalten. | 09234454 |
|                                         | Denkmal für die Gefallenen des Deutsch-Französischen Krieges 1870/1871 und des Ersten Weltkrieges                                                               | Kirchstraße 2 (gegenüber) (Karte)                                                                           | Nach 1871; nach 1918                                          | Von ortsgeschichtlichem Wert. Dreiteilige Anlage in Kreissegmentform, eine Mittelstele (Obelisk) aus Sandstein. In Aughöhe zwei gekreuzte Schwerter von einem Eichenlaubkranz durchflochten (bildhauerisch herausgearbeitet), im Kniebereich über dem Sockel eine bronzene Gedenktafel aufgelegt. Die Stele wird von zwei kräftigen Sandsteinblöcken flankiert, darauf jeweils eine sich nach oben hin verjüngende, kräftige Abdeckplatte, oben abgefast, mit Stahlhelm, von Eichenlaubkranz gerahmt (bildhauerisch in Sandstein) als „Zierschmuck“. In die Vorderfronten jeweils eine große Bronzeplatte mit den Namen und Datum eingelassen, Stele und Gedenkblöcke durch kräftige Brüstungssteine mit Inschrift: „IN KAMPF UND NOT – BIS IN DEN TOD“ auf quaderförmigen „Docken“ verbunden. | 09234456 |
| Direkt Bild zu diesem Denkmal hochladen | Leichenhalle sowie Grabstein für unbekannte sowjetische Gefallene des Zweiten Weltkrieges                                                                       | Kirchstraße 2 (neben) (Karte)                                                                               | 1908 (Leichenhalle); nach 1945 (Grabmal)                      | Leichenhalle Reformstilarchitektur von baugeschichtlichem Wert, der Grabstein regionalhistorisch bedeutsam. - Leichenhalle: eingeschossiger, hallenartiger Putzbau mit Werksteinsockel aus Granitgestein, Satteldach mit geschweiften Giebeln und Schieferdeckung in der Formensprache des Jugendstiles, originale Fenster erhalten, denkmalgerechte Instandsetzung um 2000 - Grabstein: in ein kleines Reihengrab eingebunden, in Gedenken an unbekannte Gefallene (wohl Russen), mit Inschrift: „DIE TOTEN MAHNEN, NIE WIEDER KRIEG“ | 09234458 |
| Direkt Bild zu diesem Denkmal hochladen | Pechpfanne | Kirchstraße 2 (unterhalb) (Karte)                                                                           | 19. Jahrhundert                                               | So genannter Griebenherd zur Gewinnung von Pech, heimatgeschichtliche Bedeutung. Zirka 1 × 1 × 0,60 m großer Granitblock mit pfannenförmiger Vertiefung und Ausflussloch auf zwei Steinbänken. | 09234457 |
|                                         | Fabrikgebäude (ehemalige Lederfabrik Eduard Keffel) | Klingenthaler Straße 23a (Karte)                                                                            | Bezeichnet mit 1891                                           | Zwischen Schneckensteiner Straße und Klingenthaler Straße gelegen, Kopfbau und im rechten Winkel stehende Klinkerbauten, ehemalige Wachstuch-, Ledertuch-, Kunstleder- und Linoleum-Fabrik, technikgeschichtlich und regionalhistorisch bedeutsam. Altes Fabrikationsgebäude der ehemaligen Lederfabrik Eduard Keffel, später VEB Vogtländische Kunstlederfabrik Tannenbergsthal, 1999 Vogtländische Beschichtungs- und Veredlungs GmbH (ehemalig), dreigeschossiger roter Klinkerbau mit gelben Klinkern abgesetzt und verziert, Werksteinsockel. | 09234459 |
| Direkt Bild zu diesem Denkmal hochladen | Fabrikantenvilla (Villa Keffel) und Einfriedung | Klingenthaler Straße 25 (Karte)                                                                             | Um 1900                                                       | Historisiender Klinkerbau, Wohnhaus der Lederwarenfabrikantenfamilie Keffel, ortsgeschichtlich und baugeschichtlich bedeutsam. Roter Klinker, ein Giebel verändert, zweigeschossiger massiver Klinkerbau mit Hochparterre und Souterraingeschoss, ineinander gefügte Satteldächer, Werkstein Tür- und Fenstergewände sowie Gebäudesockel, Fenster teilweise original erhalten. | 09234461 |
| Weitere Bilder                          | Ehemaliges Hammerherrenhaus mit Seitengebäude im Hof | Klingenthaler Straße 29 (Karte)                                                                             | Bezeichnet mit 1718 (Hammerherrenhaus); um 1905 (Pferdestall) | Stattlicher Putzbau mit hohem Mansarddach, schönes barockes Portal, ortsgeschichtlich und bauhistorisch bedeutsam.Villa, ehemaliges Herrenhaus von Hans Baumann errichtet, Putzbau mit hohem zweigeschossigen Doppel-Walmdach, die Dachkonstruktion ist weitestgehend original aus der Erbauungszeit erhalten, Schieferdeckung in altdeutscher Verlegeart, straßenseitig in der Mitte das repräsentative Eingangsportal aus Werkstein mit Hausinsignien und Wappen der Familie Baumann, original erhaltene Portal (1718) und Fenster mit Inschrift: „IN DEO ET SPE FORTITUDO MEA – In Gott und in der Zuversicht liegt meine Stärke“ aus der Umbauphase (1905), die Eingangshalle mit dreiläufiger, links gewendelter Treppenanlage aus Eichenholz (1905), Wandvertäfelungen, Galerie, Decken aufwändig und qualitätvoll vertäfelt, Kamin mit vermessingtem Ziergitter, Wandspiegel, alles aus dem Jahr 1905, die gesamte Innenausstattung überwiegend aus der Umbauphase 1905, im Obergeschoss Stuckdecken, 2004 Umbau zum Gemeindeamt, Heimatmuseum, Vereinshaus. Der ehemalige zweigeschossige Pferdestall unmittelbar an das Herrenhaus angebaut. Die Einfriedung: Stahlzaunfelder auf Werksteinsockel zwischen Werksteinpostamenten, original um 1905.                                 | 09234462 |
| Direkt Bild zu diesem Denkmal hochladen | Bergbaubrunnen | Klingenthaler Straße 43 (gegenüber) (Karte)                                                                 | 1930                                                          | Ortsgeschichtlich und städtebaulich bedeutsam. Stein mit Bronzetafeln, Inschriften: „Gott schenke uns allen ein fröhliches Herz“, „Es grüne die Tanne, es wachse das Erz“. | 09234463 |
| Direkt Bild zu diesem Denkmal hochladen | Arbeiterwohnhäuser der Lederfabrik Eduard Keffel (Sachgesamtheit)                                                                                               | Robert-Blum-Straße 1–10, Untere Bergstraße 1–8 (Karte)                                                      | Um 1880                                                       | Sachgesamtheit Arbeiterwohnhäuser der Lederfabrik Eduard Keffel: Siedlung bestehend aus zwei Häuserzeilen mit zehn Reihenhäuser (Robert-Blum-Straße 1–10) bzw. acht Reihenhäusern (Untere Bergstraße 1–8) und Nebengebäuden (alle Sachgesamtheitsteile, keine Einzeldenkmale); schlichte einheitlich gestaltete Arbeiterwohnhäuser von sozialgeschichtlicher und ortsgeschichtlicher Bedeutung. Eingeschossiger, massiver Klinkerbau bestehend aus zehn aneinandergereihten Gebäuden unter einem Satteldach, errichtet für die Firma Eduard Keffel. | 09234464 |

## Tabellenlegende
- Bild: Bild des Kulturdenkmals, ggf. zusätzlich mit einem Link zu weiteren Fotos des Kulturdenkmals im Medienarchiv Wikimedia Commons. Wenn man auf das Kamerasymbol klickt, können Fotos zu Kulturdenkmalen aus dieser Liste hochgeladen werden:
- Bezeichnung: Denkmalgeschützte Objekte und ggf. Bauwerksname des Kulturdenkmals
- Lage: Straßenname und Hausnummer oder Flurstücknummer des Kulturdenkmals. Die Grundsortierung der Liste erfolgt nach dieser Adresse. Der Link (Karte) führt zu verschiedenen Kartendiensten mit der Position des Kulturdenkmals. Fehlt dieser Link, wurden die Koordinaten noch nicht eingetragen. Sind diese bekannt, können sie über ein Tool mit einer Kartenansicht einfach nachgetragen werden. In dieser Kartenansicht sind Kulturdenkmale ohne Koordinaten mit einem roten bzw. orangen Marker dargestellt und können durch Verschieben auf die richtige Position in der Karte mit Koordinaten versehen werden. Kulturdenkmale ohne Bild sind an einem blauen bzw. roten Marker erkennbar.
- Datierung: Baubeginn, Fertigstellung, Datum der Erstnennung oder grobe zeitliche Einordnung entsprechend des Eintrags in der sächsischen Denkmaldatenbank
- Beschreibung: Kurzcharakteristik des Kulturdenkmals entsprechend des Eintrags in der sächsischen Denkmaldatenbank, ggf. ergänzt durch die dort nur selten veröffentlichten Erfassungstexte oder zusätzliche Informationen
- ID: Vom Landesamt für Denkmalpflege Sachsen vergebene, das Kulturdenkmal eindeutig identifizierende Objekt-Nummer. Der Link führt zum PDF-Denkmaldokument des Landesamtes für Denkmalpflege Sachsen. Bei ehemaligen Kulturdenkmalen können die Objektnummern unbekannt sein und deshalb fehlen bzw. die Links von aus der Datenbank entfernten Objektnummern ins Leere führen. Ein ggf. vorhandenes Icon  führt zu den Angaben des Kulturdenkmals bei Wikidata.

## Ausführliche Denkmaltexte
1. ↑  Oberer und Untere Floßgraben:

Um 1600 wird das weit verzweigte Floßgrabensystem des Oberen Vogtlandes angelegt. 1571–79 Bau und 1584 Inbetriebnahme des Oberen Floßgrabens, 1597–99 Bau des Unteren Floßgrabens. Nach 1600 Bergmännische Sicherung und Regulierung der „Risse“, 1610/11 Anlegen von Stauteichen und Verlängerung der Floßgräben bis in die oberen Berglagen, 1630/32 Aufnahme des Floßbetriebes über zwei Wasserscheiden und Verbindung von drei Wassereinzugsgebieten (das Egergebiet, das Gebiet der Zwickauer Mulde, das Gebiet der Weißen Elster). Nach 1700 auch Transport des Holzes auf dem Landweg („Floßbahnen“). Nach 1862 wegen der Unwirtschaftlichkeit auf Grund des Eisenbahntransportes allmähliches Einstellen des Floßbetriebes. 1882/83 nochmalige Reparatur des Unteren Floßgrabens als Wasserlieferant für das Hammerbrücker Sägewerk. 1920/25 durch den Bau der Trinkwassertalsperre Muldenberg Überflutung der alten Floßanlagen. 1956: die „Rißfälle“ als Technische Denkmale unter staatlichem Schutz. Die Länge des Oberen und Unteren Floßgrabens beträgt auf Muldenberger und Hammerbrücker Flur jeweils zirka 7 km. 
  - Oberer Floßgraben: Heute am westlichen Auslauf der Talsperre Muldenberg beginnend (hier weitestgehend verlandet), in nördliche Richtung am Bahnhof Muldenberg abzweigend zu den „Kleinen Rißfällen“ sowie den „Rißfällen“ überwindet der Obere Floßgraben den Sattel der Wasserscheide zwischen Zwickauer Mulde und Göltzsch. Nach Auffassung von Wassertechnikern und Bergbaufachleuten sind die Rißfälle in Gänze bergmännisch, also künstlich, angelegt worden. Somit sind sie ein herausragendes technisches Denkmal.
  - Bauliche Bestandteile des Oberen Floßgrabens: 
    - das „Grabenhaus“ oder „Floßhaus“ in dem Bereich des Zusammenflusses von Roter und Weißer Mulde, heute vom Talsperrenwasser überflutet
    - die „kleinen Rißfälle“ südlich der Rißbrüche
    - die „Rißbrücke“, eine Steinbogenbrücke aus Bruchsteinmauerwerk, erbaut wohl 1808 (datiert im bergseitigen Schlussstein), des Weiteren Initialen: K.W. im hangseitigen Schlussstein: V.T., R.E., R.D.
    - die „Rißfälle“, ein künstlich durch die Scheitholzflößerei erosionsvertieftes Keiltal im Phylitgestein, bergmännisch reguliert und mit Verbauen und „Flutern“ aus Holz funktionstüchtig gehalten, um das Verschlammen des Auslaufes der „Rißfälle“ in die Weiße Göltzsch zu verhindern

  - Unterer Floßgraben: Heute am Auslauf des Überlaufbeckens/Ausgleichsbecken (Badeteich) unterhalb der Talsperre Muldenberg beginnend. Teilweise natürlicher, teilweise Kunstgraben. Der Floßgraben Muldenberg ist heute eine rekonstruierte Anlage mit Holzstapelplatz, Floßrutsche, Stapelhäusern, Zuschauertraversen für Schauvorführungen. Mäanderförmige Fortführung bis zur Ortslage Hammerbrücke, dort auch teilweise verlandet und zugeschüttet.

Im Ortsteil Friedrichsgrün Fortführung als sogenannten „Alter Floßgraben“ bis zum sogenannten „Großen Riß“ (Unterquerung des Dammes, der ehemaligen Hohen Brücke mit der „Floßbahn“, ein alter Landweg der Flößerei). Danach Zufluss in die Rote Göltzsch bis Falkenstein, dort Zusammenfluss mit der Weißen Göltzsch. Fortführung als Göltzsch bis Greiz (Thüringen). Dort Zusammenfluss mit der Weißen Elster. Ursprünglich Holztransport bis nach Merseburg, Leipzig und Halle.
2. ↑  Grabstätten auf dem Friedhof von Rautenkranz:
  - Familiengrabanlage Lattermann: Einfassung Anlage durch gusseisernen Zaun auf Werksteinsockel in Formensprache der Neogotik. Zugang über talseitig, axial angeordnete Treppe (Granit), sieben Grabgrüfte, drei Erdbestattungen sowie zwei weitere Bestattungen, gusseiserne Abdeckung Gruft von Heinrich Lattermann mit folgender Inschrift: „Hier ruht in Gottesfrieden der Königlich-Sächsische Bergcommissionsrath und Eisenwerksbesitzer Heinrich Lattermann, geboren, den 9. Dezember 1776, gestorben, den 4. Februar 1839.“. Kunstvoll kassettierte Platte mit floralen Motiven verziert. Lattermann gründete um 1800 die Eisenhütte in Morgenröthe, 1819 ließ er damaligen größten Hochofen Sachsens errichten, 1835 erwarb er Hammerwerk von Tannenbergsthal; personengeschichtlicher Wert.
  - Grabstätte E. v. d. Planitz: Gusseisenplatte mit Inschrift, Grabanlage gleichzeitig mit Anlage Friedhof 1833, Rückseite mit Inschrift: „Die Gerechten werden ewiglich leben, ihr Herr ist ihr Lohn und sorgt für sie“ (Weisheit Salomo 5,16).
  - Familie Kretzschmar: zwei nebeneinander angeordnete Grüfte für Friedrich August Kretzschmar, gestorben 1925, und Ida Pauline Kretzschmar, gestorben 1933, schlichte Platten, personengeschichtlicher Wert
  - Familienbegräbnis Keffel: Mit Gruft und frei stehender Steinurne, Wandgrabanlage mit Einfassung (geschmiedetes Eisengeländer), Wandgrab Sandsteinpostamente mit aufgesetzten Gedenkplatten im Stil der Neorenaissance, weiter Plastik aus Bronzeguss (Engel). Ernst Keffel war bedeutender Fabrikant von Tannenbergsthal (Kunstleder- und Kunsttuchfabrik), war bis in jüngste Zeit wichtigster Arbeitgeber des Ortes.
  - Grabanlage Rolle: Steinkreuz, Grab für Pfarrer Karl Rolle, verstorben 1927 und Kirchenrat Karl Rolle (Chemnitz), verstorben 1937, Grab mit Einfriedung, personengeschichtlicher Wert